# The Man from the Alamo
The Man from the Alamo (bra: Sangue por Sangue; prt: Invasores) é um filme estadunidense de 1953 do gênero bangue-bangue, dirigido por Budd Boetticher.

## Sinopse
Em 1836, John Stroud, um dos rebeldes do Texas que estão cercados no Forte Álamo, recebe a notícia de que a sua região foi atacada pelos mexicanos. Ele ganha um sorteio com outros homens e sai do forte para tentar ajudar sua família e as de seus companheiros. Ao chegar lá só encontra o filho mexicano de um de seus empregados. Seu rancho está queimado e sua esposa e filhos estão mortos. O garoto lhe diz que os responsáveis pelo ataque foram milicianos americanos que se aliaram aos mexicanos contra os rebeldes. Stroud leva o garoto até a cidade de Franklin, onde é preso como desertor e covarde. Na cadeia encontra um dos homens que atacaram sua família e que foi reconhecido pelo garoto mexicano. Quando o miliciano foge da cadeia com a ajuda de seu grupo, Stroud vai com ele, tentando se vingar na primeira chance.

## Elenco
- Glenn Ford...John Stroud
- Julie Adams...Beth Anders (como Julia Adams)
- Chill Wills...John Gage
- Hugh O'Brian...Tenente Tom Lamar
- Victor Jory...Jess Wade
- Neville Brand...Dawes
- John Daheim...Cavish (como John Day)
- Myra Marsh...Ma Anders